# Heythrop College
Heythrop College is een in filosofie en theologie gespecialiseerd 'College' of faculteit, die sinds 1971 deel uitmaakt van de Universiteit van Londen. Het college is gelegen aan Kensington Square, Kensington, Londen en biedt undergraduate en postdoctorale graden aan in de filosofie, theologie en aanverwante studierichtingen.

## Geschiedenis

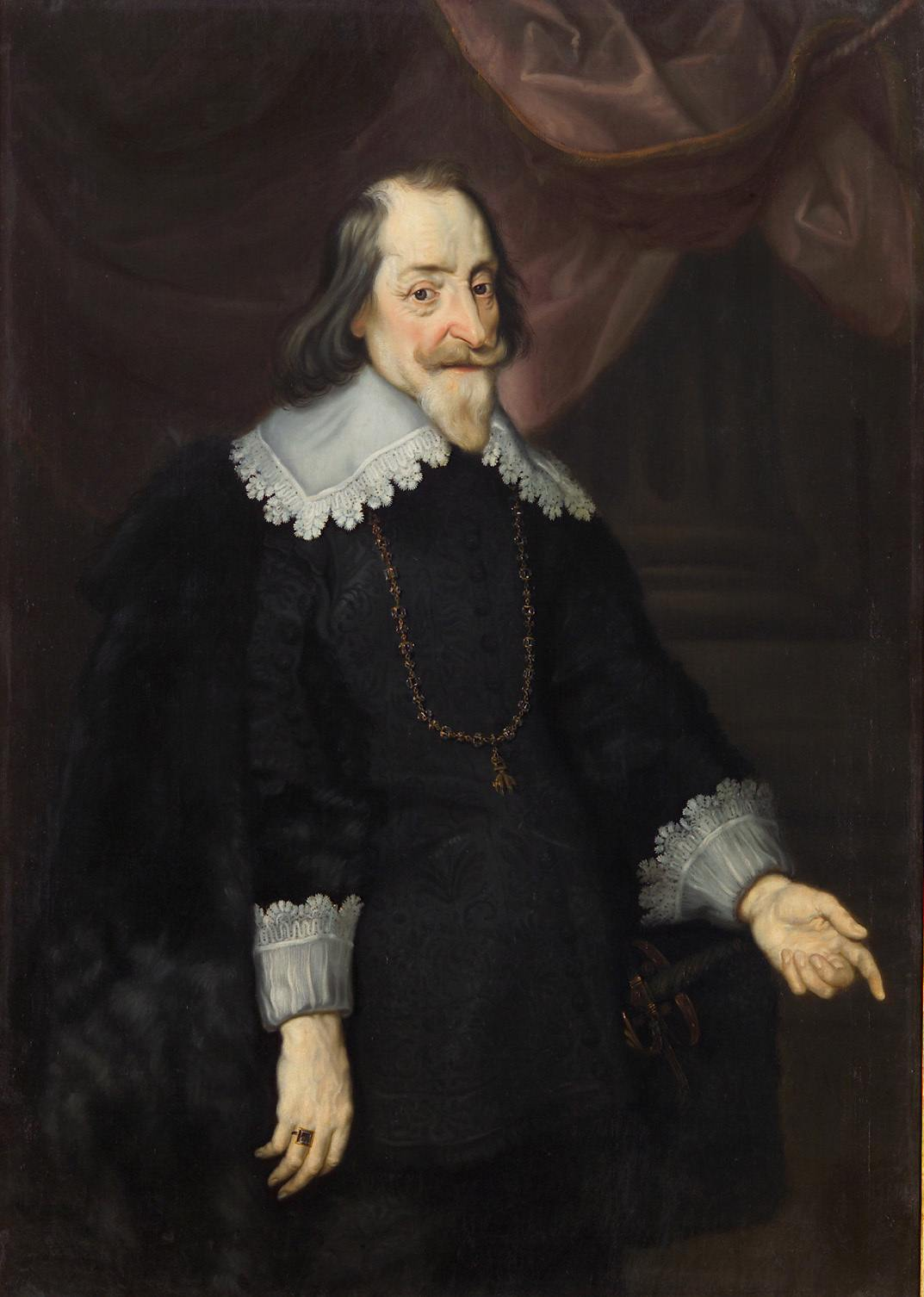
Maximiliaan I van Beieren, een vroege ondersteuner van het college

Het College werd in 1614, tijdens de contrareformatie, in Leuven opgericht door de Sociëteit van Jezus. In die periode was het niet mogelijk om in Engeland zelf aan katholieke priesters een universitaire opleiding te geven. In 1624 werd het college naar Luik verplaatst waar het onder de patronage kwam van Maximiliaan I van Beieren. Het blauw en zilver op het wapenschild van het college komt van Maximiliaans eigen wapenschild. Het college bleef tot 1794 in Luik, ook al was de Jezuïetenorde in 1773 officieel door de paus opgeheven.
Als gevolg van de Franse Revolutie verhuisde de opleiding in 1794 naar Engeland en vestigde zich op het landgoed Stonyhurst in Lancashire. De Jezuïeten hadden er meer vrijheid dan tijdens de revolutiejaren in de traditioneel katholieke landen op het continent. Na de heroprichting van de orde door paus Pius IX kende de opleiding een grote toeloop van studenten. In 1840 kreeg het college erkenning door de in 1836 opgerichte Universiteit van Londen, waardoor de studenten op Stonyhurst een academische graad in de theologie of de filosofie konden behalen. De theologen gingen in 1848 naar het nieuwe Beuno's College bij Saint Asaph in Wales, terwijl de filosofen op Stonyhurst bleven.
In 1923 besloot de Jezuïetenorde om de studenten dichter bij de universitaire gemeenschap te huisvesten en werden beide colleges vervangen door Heythrop Hall ten noorden van Oxford, waar de opleiding van 1926 tot 1970 bleef. Op het moment van de verhuizing naar Heythrop, verleende het college academische graden van de door de Jezuïeten bestuurde Pauselijke Gregoriaanse Universiteit in Rome.
Na het Tweede Vaticaanse Concilie streefde het college er naar zich volledig in het Britse onderwijssysteem te integreren. In 1965 werd het college opengesteld voor leken, een stap die nodig was om officieel erkende Britse academische graden te kunnen verlenen. In 1970 verhuisde men naar Londen, waar men in 1971 een college werd van de Universiteit van Londen. Vanaf toen werden de academische graden door deze universiteit uitgereikt. Na de verhuizing naar Londen behield het College de naam van de vorige locatie als 'Heythrop College'. In 1993 verhuisde men naar de huidige locatie in Kensington.
In 2014 vierde Heythrop College haar 400ste verjaardag. Aangezien de geschiedenis zo ver teruggaat wordt Heythrop door sommigen gezien als de derde oudste universiteit van Engeland. Anderen ontkennen dit.
Hoewel het college op grond van de statuten van de universiteit openstaat voor alle levensovertuigingen, heeft het veel van haar katholieke karakter behouden en telt het nog steeds een behoorlijk aantal jezuïeten onder haar studenten.

## Voetnoten
1. ↑  Heythrop College, Geschiedenis van het college.